# 2,4-tolueendi-isocyanaat
2,4-tolueendi-isocyanaat (afgekort tot 2,4-TDI) is een organische verbinding met als brutoformule C9H6N2O2. De stof komt voor als een kleurloze tot lichtgele vloeistof, die reageert met water. De gevormde kleurloze kristallen bij koelen beneden 20°C geven een indringende geur af.
Naast 2,4-tolueendi-isocyanaat bestaat nog een ander isomeer: 2,6-tolueendi-isocyanaat. Technisch TDI is een mengsel van de 2,4- en 2,6-isomeren in een verhouding van ongeveer 80:20.

## Synthese
2,4-tolueendi-isocyanaat wordt bereid door de reactie van 2,4-tolueendiamine met fosgeen, en met 1,2-dichloorbenzeen als oplosmiddel.
Bij deze reactie wordt waterstofchloride gevormd, dat met een base moet worden afgevangen.

## Toepassingen
2,4-tolueendi-isocyanaat is een derivaat van tolueen, die vooral gebruikt wordt voor het maken van flexibel of zacht polyurethaanschuim. Het wordt ook ingezet als harder in polyurethaanlijmen en als crosslinker in nylon-6.

## Toxicologie en veiligheid
2,4-tolueendi-isocyanaat reageert heftig met vele stoffen waaronder water, alcoholen en zuren, waardoor kans op brand en explosiegevaar ontstaan. Verder worden bij de reactie giftige dampen en gassen gevormd (stikstofoxiden en isocyanaten). 2,4-tolueendi-isocyanaat is een giftige stof bij inademing van de damp of nevel, bij inname van stofdeeltjes of via de huid. Bij 20°C kan snel een voor de gezondheid schadelijke concentratie in de lucht ontstaan door verdamping van deze stof. Direct effect van blootstelling is irritatie van de huid, ogen en luchtwegen (ademnood). Bij langdurige, herhaalde blootstelling is er kans op allergische aandoeningen van de huid en de ademhalingsorganen. Er zijn volgens het IARC aanwijzingen dat 2,4-tolueendi-isocyanaat carcinogeen is bij proefdieren, maar er zijn onvoldoende bewijzen dat dat ook bij de mens zo is.